# Caroline Quéroli
Caroline Quéroli (París, 5 de junio de 1998) es una deportista francesa que compite en esgrima, especialista en la modalidad de sable.
Ganó cinco medallas en el Campeonato Mundial de Esgrima entre los años 2017 y 2023, y cuatro medallas en el Campeonato Europeo de Esgrima entre los años 2018 y 2024.

## Palmarés internacional
| Campeonato Mundial | Campeonato Mundial    | Campeonato Mundial | Campeonato Mundial |
| Año                | Lugar                 | Medalla            | Prueba             |
| ------------------ | --------------------- | ------------------ | ------------------ |
| 2017               | Leipzig (Alemania)    | Medalla de bronce  | Sable por equipos  |
| 2018               | Wuxi (China)          | Medalla de oro     | Sable por equipos  |
| 2019               | Budapest (Hungría)    | Medalla de plata   | Sable por equipos  |
| 2022               | El Cairo (Egipto)     | Medalla de plata   | Sable por equipos  |
| 2023               | Milán (Italia)        | Medalla de plata   | Sable por equipos  |
| Campeonato Europeo |                       |                    |                    |
| Año                | Lugar                 | Medalla            | Prueba             |
| 2018               | Novi Sad (Serbia)     | Medalla de bronce  | Sable por equipos  |
| 2019               | Düsseldorf (Alemania) | Medalla de bronce  | Sable por equipos  |
| 2022               | Antalya (Turquía)     | Medalla de oro     | Sable por equipos  |
| 2024               | Basilea (Suiza)       | Medalla de oro     | Sable por equipos  |